# Piotr Prieobrażenski
Piotr Aleksiejewicz Prieobrażenski (ros. Петр Алексеевич Преображенский, ur. 1864 w Moskwie, zm. 11 września 1913 tamże) – rosyjski lekarz psychiatra i neurolog. Jako jeden z pierwszych opisał w 1904 roku zespół tętnicy rdzeniowej przedniej (w Rosji nazywany do dziś zespołem Prieobrażenskiego, синдром Преображенского). Od 1893 do 1910 kierował kliniką neuropsychiatryczną w Moskwie. W latach 1911–1913 kierował katedrą psychiatrii Cesarskiego Uniwersytetu Warszawskiego, jednak z powodu choroby przez dłuższy czas zastępował go Nikołaj Muchin.

## Wybrane prace
- Zur Pathologie des Gehirns. Neurologisches Centralblatt 6, s. 759–760, 1893
- К вопросу об образовании полостей в спинном мозгу при глиоматозной сирингомиелии. М., 1900
- К казуистике наследствен-ной сирингомиелии. Мед. обозрение 53 (2), 239–247, 1900
- Zur Frage der Bedeutung der Syphilis in der Aetiologie der Tabes dorsalis; über einen Fall von Tabes dorsalis im Kindesalter. Monatschr. f. Kinderh. 4, s. 133–145, 1905
- Об остром энцефалите. Мед. обозрение 74 (21), 1059–1074, 1910